# Gilles Mouyard
Gilles Mouyard, né à Namur le 8 mars 1970, est un homme politique belge, membre du Mouvement réformateur.

## Biographie
Gilles Mouyard, est né le 8 mars 1970, il  est originaire de la Basse-Sambre, région qui l'a vu naître et pour laquelle il s’est investi. Il est issu d’une famille d’entrepreneurs, son père Marcel Mouyard créera, au lendemain de la seconde Guerre mondiale, les Ateliers Mouyard qui s’installeront à Falisolle. En 2004, l'usine sera mise en liquidation, par Michel Mouyard, un des fils du fondateur, mettant 78 travailleurs au chômage.
Gilles Mouyard est aujourd’hui marié et père.
Amateur de course automobile, vice-champion de Belgique de rallye dans sa catégorie au milieu des années 1990, chef de vente dans divers secteurs, concessionnaire automobile, Gilles Mouyard fait une entrée fracassante en politique puisqu’il conteste le résultat du scrutin communal de Sambreville et se tourne vers le Conseil d’État. Le jeune « bleu » qui retarde la mise en place du collège de Jean Poulain à majorité absolue socialiste est finalement débouté. Privé de son siège, Gilles Mouyard le récupère néanmoins à la suite du désistement de Michel Guillaume. Conseiller communal libéral de l’opposition, Gilles Mouyard n’épargne pas le collège, notamment dans les dossiers budgétaires, et tente de fédérer PRL, IC et PSC pour le scrutin d’octobre 2000. Assurant la transition entre Jean Poulain et Marcel Fisenne alors que pointe le jeune Jean-Charles Luperto, le PS résiste en 2000 comme en 2006 aux assauts de la liste Avenir 2000 puis du MR de Gilles Mouyard contraint à rester dans l’opposition au Conseil communal.
En 2011, il quitte Sambreville et démissionne donc de facto de son mandat de Conseiller communal, et s'installe dans la commune de Fosses-la Ville. Lorsqu’il déménage pour Fosses-la-Ville, la liste Union Démocratique (UD : MR, cdH, indépendants) rejette sa proposition de rejoindre ses rangs. Aux communales de 2012, à Sambreville, le MR ne perd pas de siège et, à Fosses-la-Ville, où Gilles Mouyard est absent du scrutin communal, l’UD conserve sa majorité absolue. En 2015, il finira par intégrer le groupe UD (MR, cdH, indépendants) comme simple membre.
Actif dans la politique depuis 1992, il s'est toujours investi en restant fidèle à ses convictions et ses idéaux, les valeurs libérales. "La particularité du libéralisme, c'est ce qu'il est ce qu'on en fait. Il ne s'agit pas d'une doctrine politique qui dicte aux gens ce qu'ils doivent être" . Depuis son engagement en politique, il a été actif à tous les niveaux de pouvoir en devenant tour à tour Conseiller communal, Député provincial, Député wallon et de la Communauté française. Depuis les élections de 2018 et 2019, il a perdu ces mandats de Députés. Fort investi au niveau du Mouvement réformateur, il est depuis le 19 octobre 2008, président du MR de l'Arrondissement de Namur.
Par son travail parlementaire, il a porté au sein des différentes assemblées parlementaires, auxquelles il a appartenu jusque 2019, des dossiers concernant : 
- le secteur du verre en Wallonie avec la fermeture des usines Saint-Gobain,
- la nature et plus précisément les questions concernant la chasse et la  gestion de la forêt,
- l’énergie,
- les petites et moyennes entreprises,
- le dumping social,
- l’enseignement,
- les nominations dans l’enseignement,
- l’accès à l’enseignement supérieur[4].

Il a été réélu, à la suite des élections régionales du 25 mai 2014, au sein du Parlement wallon et du Parlement de la Fédération Wallonie-Bruxelles. Il n'a pas été réélu en 2019. Aux commissions du Parlement de Wallonie il a alors été membre :  
- Effectif :
  - de la Commission des pouvoirs locaux, du logement et de l’énergie, dont il assure la Présidence
  - de la Commission spéciale « Renouveau démocratique », qui se préoccupe de réduire le fossé entre les citoyens et les représentants politiques.
  - de la Commission coopération avec les autres entités
  - du Comité Mémoire et démocratie,
- Suppléant :
  - de la Commission de l’Économie et de l’Innovation
  - de la Commission de l’Agriculture  et du Tourisme
  - de la Commission de coopération avec la Communauté germanophone
  - de la Commission des dépenses électorales et des communications

Il a exercé la fonction de président de la Commission des Pouvoirs locaux, du Logement et de l'Énergie, ainsi que le Comité "Mémoire et Démocratie au niveau régional. Il a aussi été actif au sein de la Commission de l'Économie et de l'Innovation ainsi que de celle des Travaux publics et de l'Agriculture.
Au niveau communautaire il a été membre effectif de la Commission des Relations internationales et des Questions européennes, des Affaires générales. Et en étant membre suppléant de la Commission de l'Enseignement, il se disait très impliqué dans les matières qui touchent de près ou de loin l'éducation.
Pour les élections communales du 14 octobre 2018, l'UD, son groupe politique, lui a refusé la place - plus voyante - de dernier de liste. S'il ne l'avouait pas publiquement, il était évident pour tous les observateurs, que Gilles Mouyard briguait le mayorat. Avec 504 voix, il a pourtant pris - comme le titra la presse locale - une "fameuse claque". En effet, le bourgmestre sortant, Gaëtan de Bilderling, avec 2 306 voix a fait plus de quatre fois mieux que Gilles Mouyard. Celui-ci est même arrivé loin derrière d'autres colistiers (Frédéric Moreau avec 909 voix, Laurie Spineux avec 908 voix, Bernard Meuter avec à 664 voix, Étienne Drèze avec 602 voix, et Jean-François Favresse avec 592 voix). Avec son faible score, Gilles Mouyard n'accédait pas à un des échevinats, ni même au poste de porte-parole de son groupe. Il a dû se contenter d'un mandat de conseiller communal.
Lors des élections régionales du 26.05.2019, son parti lui a préféré Sabine Laruelle comme tête de liste dans la circonscription de Namur. Pourtant deuxième de la liste MR, il a alors été désavoué par les électeurs et a perdu son mandat de député régional. En effet, avec ses 4.616 voix, il est arrivé loin derrière la revenante, Sabine Laruelle, qui a recueilli 13.909 voix. En tout, sur l’arrondissement de Namur, il a perdu 1 598 voix, chutant de 6 214 en 2014 à 4 616 voix en 2019. C’est dans le canton de Gembloux (Sambreville-Jemeppe-S/-Sambre, Sombreffe, Gembloux) que les voix de l’ex-Sambrevillois se sont évaporées: il a chuté de 2178 à 1415 voix. Par ailleurs, il n'a pas non plus fait un bon score « chez lui », dans le canton de Fosses (Mettet-Fosses), où il n'a récolté que 1 095 voix contre 1 428 en 2014. Vu son trop faible score électoral, son parti ne l'a alors pas coopté comme sénateur fédéral, mandat qu'il a ainsi également perdu.
En juin 2019, l’assemblée générale de l’AISBS (Association intercommunale de la santé de la Basse Sambre) a désigné Gilles Mouyard comme administrateur, devant siéger au sein des instances issues de la fusion des hôpitaux de Namur et Auvelais. Ces instances de gestion sont composées d’hommes et des femmes politiques désignés sur base d’une clé de répartition établie après les élections locales, provinciales et fédérales. À la suite d'un accord politique entre cdH, MR et Ecolo, le 19 novembre 2019, le Conseil d’Administration du "CHR Sambre et Meuse" (les hôpitaux CHR de Namur et CHR Val de Sambre à Sambreville) a désigné, par 6 voix contre 5, Gilles Mouyard comme président de l’APP (Association de Pouvoirs Publics) CHR "Sambre et Meuse". La presse indiquait alors que cette alliance cdH-MR-Ecolo n’avait malgré tout pas été facile à établir, certains mandataires du parti vert ayant exprimé une certaine réticence à l’égard du libéral Mouyard, "à qui on offrirait en fait une petite récompense pour le consoler de la perte de son mandat de député".

## Etudes
Au terme de ses études secondaires, à l'Institut Saint Jean-Baptiste de Tamines, puis à l'Institut Sainte Ursule de Namur, Gilles Mouyard a obtenu un diplôme de technicien en comptabilité, ce qu'il résume par "diplômé en comptabilité".
Il s'est ensuite inscrit à l'Ecole Supérieur des Arts Saint Luc de Liège (architecture).

## Mandats
Dans le passé, il a été membre du :
- Comité de direction du Bureau Économique de la Province de Namur : depuis 2010; Gilles Mouyard ne fait plus partie du Comité de direction du BEP[16].
- CA du Foyer Taminois et de ses Extensions : depuis 2012; Gilles Mouyard ne fait plus partie du CA du Foyer Taminois[16], qui a pris la dénomination "Sambr’Habitat" depuis 2015.
- CA de l’Association des Provinces Wallonnes (APW) : depuis 2010; Gilles Mouyard ne fait plus partie du CA de l'APW[16].
- CA de l’Association Intercommunale de Santé de la Basse-Sambre (AISBS) : depuis 2010; Gilles Mouyard ne fait plus partie du CA de l'AISBS[16].

En 2020, il était encore membre du
- CA du Foyer Namurois sc, comme représentant de la Province de Namur[17].

Gilles Mouyard et son épouse sont encore seuls administrateurs de deux sociétés aux participations croisées :
- GNI sa (Group Namurois d'Investissement, active selon sa raison sociale, depuis 1995, dans le soutien lié aux bâtiments - Numéro d'entreprise : 0455.783.402)
- ECO sa (European Commercial Organisation, active selon sa raison sociale, depuis 1963, dans le commerce de détail d'automobile et d'autres véhicules automobiles légers - Numéro d'entreprise : 0401.478.941)

## Carrière politique
- 1995-2006 : Conseiller communal de Sambreville
- 2006-2009 : Député provincial de Namur
- 2009-2019 : Député wallon et de la Fédération Wallonie-Bruxelles
- 2017-2019 : Sénateur de Belgique
- 2018- : Conseiller communal de Fosses-la-Ville
- 2019- : Secrétaire politique pour le groupe MR au Sénat

## Polémiques
Gilles Mouyard s'est illustré, le 27 janvier 2010, en adressant à la présidente du Parlement wallon, Emily Hoyos, un sms graveleux, libellé comme suit "C’est vrai que tu as un beau c...". Choquée, celle-ci lui répondit : « Je consigne ce message. S'il y a un deuxième, je porterai plainte pour harcèlement moral ». Il s'est justifié en affirmant avoir cru "pouvoir se permettre cette blague lourdasse pour faire rire en jouant au gros beauf’". Plus tard, il s'est dit beaucoup plus prudent dans ses propos. Cet incident lui aurait été nécessaire pour comprendre que sa position ne lui permettait plus de faire ce genre de choses".
En octobre 2016, Gilles Mouyard s'est encore illustré, en commission des affaires intérieures du Parlement wallon, en adressant des propos "musclés" à un de ses collègues. En effet, il a répondu à Olivier Maroy, ancien journaliste de la RTBF, et son collègue du même groupe politique que lui : "Tu as déjà reçu deux claques ce jour, si tu en veux une troisième elle viendra". Ce à quoi Olivier Maroy a rétorqué qu’il avait "une certaine expérience en matière de gestion de débat". En effet, avant de se lancer en politique, journaliste populaire, Olivier Maroy présentait une émission politique. Cette réponse en appela une autre de la part de Gilles Mouyard : "Tu n’avais qu’à rester là où tu étais".
Le 12 juin 2018, il s’en est pris avec virulence à Isabelle Moinnet du CDH, qui présidait une commission où il siégeait. Après un vif échange il s'emporte : "... On va vous mettre au pas, ne vous tracassez pas !". Si la vivacité de l'échange entre les deux parlementaires n'est pas remise en cause, ces propos ne sont nullement confirmés par Gilles Mouyard, dans une interview parue dans le quotidien Le Soir.
Dans son article "Les seigneurs des Ardennes", daté du 5 septembre 2018, publié par Médor, Olivier Bailly soupçonne Gilles Mouyard d'être partie prenante dans un trafic d'influence touchant le monde de la chasse en Région wallonne. Cela a valu une interpellation du député Patrick Prévôt et une question orale de la députée Hélène Ryckmans devant le Parlement de Wallonie.